# Muallaqat
Muallaqat (arabă: المعلقات), pronunțat (al-mu‘allaqāt) este o antologie celebră de poezie preislamică. 

## Traduceri în limba română
Grete Tartler, Cele șapte muallaqate, Editura Univers, 1978